# Kosmos-2M

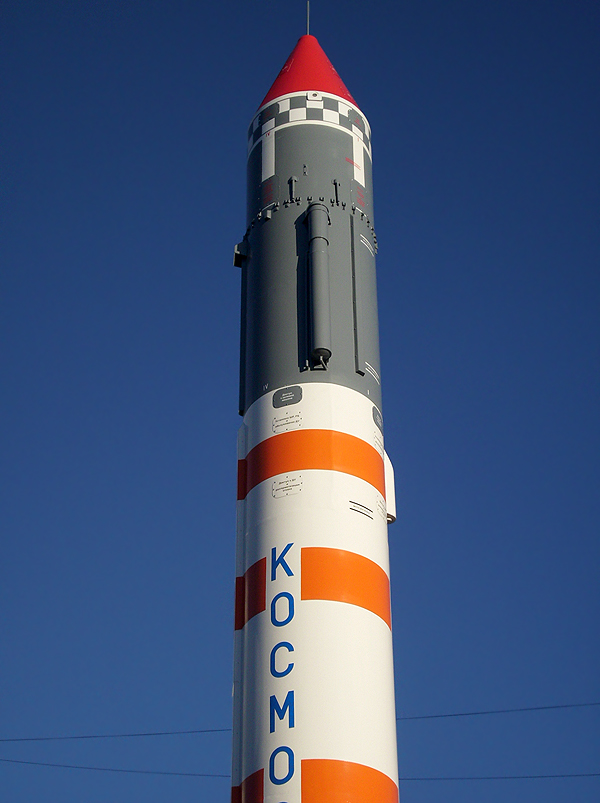
Modelo de um foguete Kosmos.

O Kosmos-2M (Índice GRAU: 63S1M , também conhecido como Cosmos-2M) foi um veículo lançador soviético, derivado do míssil R-12, foi uma versão intermediária do Kosmos-2I, entre a configuração inicial (63S1) e a configuração de produção (11K63). foi usado poucas vezes para testes entre 1965 e 1967.